# Ibrahim Jeilan
Ibrahim Jeilan (amharisch ዕብራህም ጅእላን ጋሹ; * 12. Juni 1989 in Bale) ist ein äthiopischer Langstreckenläufer. Sein bislang größter Erfolg war der Gewinn des Weltmeistertitels im 10.000-Meter-Lauf 2011.

## Karriere
Internationale Aufmerksamkeit erlangte Jeilan erstmals 2006, als er bei den Juniorenweltmeisterschaften in Peking die Goldmedaille im 10.000-Meter-Lauf gewann. Im selben Jahr erzielte er beim Memorial Van Damme in Brüssel über diese Distanz eine persönliche Bestleistung von 27:02,81 min. Als einziger Läufer in der Juniorenklasse war der Kenianer Samuel Kamau Wanjiru jemals zuvor schneller gelaufen.
Bei den Crosslauf-Weltmeisterschaften 2008 in Edinburgh errang Jeilan den Titel im Juniorenrennen, nachdem er im Vorjahr in Mombasa das Rennen noch vorzeitig aufgegeben hatte. Bei den Afrikameisterschaften in Addis Abeba belegte er über 10.000 Meter den zweiten Platz hinter seinem Landsmann Gebregziabher Gebremariam. Über dieselbe Distanz wurde er bei den Juniorenweltmeisterschaften in Bydgoszcz nur Dritter und konnte damit seinen Titel nicht erfolgreich verteidigen. Im Straßenlauf gelangen ihm in dieser Saison Siege beim und Giro di Castelbuono und bei der São Silvestre de Luanda.
Nachdem er 2009 und 2010 kaum herausragende Resultate produziert hatte, trat Jeilan bei den Weltmeisterschaften 2011 in Daegu wieder in das Rampenlicht. Im 10.000-Meter-Lauf sicherte er sich überraschend die Goldmedaille vor dem Briten Mohammed Farah und seinem Landsmann Imane Merga. Zwei Wochen später siegte er über dieselbe Distanz auch bei den Panafrikanischen Spielen in Maputo.
Jeilan startet für die Firmenmannschaft des japanischen Kraftfahrzeugherstellers Honda.

## Bestleistungen
- 3000 m: 8:04,21 min, 16. Juli 2005, Marrakesch
- 5000 m: 13:09,38 min, 20. Juni 2006, Huelva
- 10.000 m: 27:02,81 min, 25. August 2006, Brüssel
- 10-km-Straßenlauf: 28:20 min, 1. August 2009, Cape Elizabeth